# Granyanella
Granyanella település Spanyolországban, Lleida tartományban. Granyanella Tàrrega, Els Plans de Sió, Cervera és Granyena de Segarra községekkel határos. Lakosainak száma 140 fő (2024).

## Népesség
A település népessége az utóbbi években az alábbiak szerint változott:
| Lakosok száma | 208  | 573  | 400  | 298  | 119  | 140  | 160  | 147  | 148  | 140  |
|               | 1717 | 1887 | 1936 | 1960 | 1986 | 2004 | 2009 | 2014 | 2019 | 2024 |